# Изложба „Нови чланови” (1979)
Изложба „Нови чланови” се одржала у периоду од 24. маја до 10. јуна 1979. године у Галерији Удружења ликовних уметника Србије, Масарикова 4.

## Уметнички савет
Радове за изложбу је одабрао Уметнички савет Удружења ликовних уметника Србије у следећем саставу:
- Бранко Миљуш, председник Савета
- Јован Зец
- Живко Ђак
- Марио Ђиковић
- Вера Јосифовић
- Стеван Кнежевић
- Радомир Петровић
- Јован Ракиџић
- Љубинка Савић Граси
- Томислав Тодоровић
- Јосипа Шобер Поповић

## Излагачи

### Сликари
1. Милија Белић
2. Небојша Блашковић
3. Милутин Драгојловић
4. Миодраг Драгутиновић
5. Зоран Ђорђевић
6. Јагода Живадиновић
7. Владета Живковић
8. Видика Јанковић
9. Градимир Рајковић

### Графичари
1. Игор Драгичевић
2. Јелена Грујичић
3. Миљен Кљаковић
4. Драгослав Кнежевић
5. Славко Ристић
6. Драган Совиљ
7. Владимир Тјапкин
8. Миодраг Јелић
9. Обрад Јовановић
10. Славиша Јоксимовић
11. Јован Кешељевић
12. Бранислав Марковић
13. Драгољуб Милојевић
14. Љиљана Мићовић
15. Драган Момчиловић
16. Живомир Михајловић
17. Ева Мрђеновић
18. Зоран Настић
19. Милица Петровић
20. Ђорђе Поповић
21. Сања Рељић
22. Светлана Раденовић
23. Миливоје Симић
24. Небојша Спасић
25. Мирјана Стојановић Билић
26. Боривоје Тошић
27. Слободан Трајковић
28. Вјекослав Ћетковић
29. Божидар Чогурић
30. Халко Халиловић
31. Босиљка Шипка

### Вајари
1. Славе Ајтоски
2. Милорад Видрић
3. Добрица Динић
4. Драгољуб Ђокић
5. Федора Живковић
6. Љубица Злоковић Вујисић
7. Зора Михаиловска Видрић
8. Ставрос Попчев